# Louviers (Kolorado)
Louviers – jednostka osadnicza w Stanach Zjednoczonych, w stanie Kolorado, w hrabstwie Douglas.